# Heinrichswil
Heinrichswil est une localité et une ancienne commune suisse du canton de Soleure, située dans le district de Wasseramt.

## Histoire
Situé sur une colline où des découvertes datant de l'époque romaine ont été mises au jour, le village de Heinrichswil appartient, dès le Moyen Âge, à la ville de Berne avant de passer entre les mains des seigneurs de Spiegelberg en 1438, puis de devenir une possession de la ville de Soleure dès 1466. En 1798, le village est érigé en commune sous le nom de Dreihofgemeinde (avec ses voisins Hersiwil puis, dès 1854, Winistorf) et rattaché au bailliage de Kriegstetten. En 1831, les trois villages deviennent trois communes distinctes et sont rattachées au district de Wasseramt.
Le 1er janvier 1993, la commune fusionne à nouveau avec Winistorf au sein de la commune de Heinrichswil-Winistorf qui, à son tour, englobera Hersiwil le 1er janvier 2013 pour former la nouvelle commune de Drei Höfe.